# مطار أستورياس
مطار أستورياس (إياتا: OVD، إيكاو: LEAS) هو المطار الدولي الوحيد في أستورياس، إسبانيا، في كاستريون. تتكون حركة المرور بشكل أساسي من الرحلات الداخلية المجدولة وبعض الرحلات الدولية الموسمية المجدولة. في عام 2012، تعامل المطار مع 1,309,640 مسافرًا وأدار 13,252 عملية. يقع المطار في أنزو، أبرشية سانتياغو ديل مونتي، بلدية كاستريون، على بعد 15 كم من أفيليس، و40 كم من خيخون، و47 كم من العاصمة الإقليمية أوفييدو.

## تاريخ
تعود أصول الطيران التجاري في أستورياس إلى عام 1952، عندما قامت شركة الطيران أفياكو بإنشاء خط ركاب مجدول يربطها بمدريد. ومن أجل القيام بذلك، استخدمت شركة الطيران طائرة بريستول 170 واستقرت في مطار لا مورغال العسكري (لوغو دي يانيرا) بالقرب من أوفييدو. في يونيو 1963، ولأسباب فنية، أُغلق المطار أمام حركة المرور التجارية، مما ترك أستورياس بدون رحلات طيران تجارية للسنوات الخمس التالية.
تم النظر في عدة مواقع لموقع المطار الجديد، وتم اختيار الأرض أخيرًا بالقرب من سانتياغو ديل مونتي، وهي بلدة في كاستريون، على الساحل وعلى ارتفاع 126 مترًا.
في 11 يونيو 1968، أُعلن رسميًا أن المطار الجديد سيكون مفتوحًا أمام حركة الطيران المدني الوطنية والدولية للمسافرين خلال ساعات العمل النهارية والليلية. ولأغراض حقوق المطار تم تصنيف مطار أستورياس الجديد ضمن الفئة الإدارية الأولى. وكانت الميزانية الإجمالية للعمل بالكاد تصل إلى 150 مليون بيزيتا.
اكتملت أول رحلة تجارية، رغم أنها بدون ركاب، بعد أربعة أيام من فتح المطار أمام حركة المرور، في 15 يونيو، برحلة عودة بين مدريد وأستورياس على متن طائرة أيبيريا فوكر إف27 فريند شيب. وفي اليوم التالي، زارت سلطات الطيران مطار أستوريا لافتتاح مرافقه. في تلك الليلة، تم توفير الترفيه من قبل مجلس مدينة كاستريون في نادي ساليناس للإبحار.
في 17 يونيو 1968، أقلعت طائرة من طراز دي سي 9 من مدريد - باراخاس وعلى متنها رئيس الدولة، فرانسيسكو فرانكو، والوفد المرافق له، برفقة طائرات عسكرية من طراز F-104 من قاعدة توريخون الجوية. وهبطت الطائرة في مطار أستوريان الجديد الساعة 10.52 صباحا.
ربط أول طريق تجاري أستورياس بمدريد، وبعد فترة قصيرة، بدأ تشغيل طريق آخر يربط سانتياغو دي كومبوستيلا ببرشلونة مع توقف في أستورياس وبلباو.
منذ لحظة بدء تشغيله، تعامل مطار أستورياس مع حركة المرور الدولية عبر مكتب جمركي في أفيليس.
خلال هذه المرحلة الأولى، كان لدى مطار أستورياس بالفعل مدرج يبلغ طوله 2200 متر، وعرض 45 مترًا، بالإضافة إلى ساحة طائرات بمساحة 17000 متر مربع مرتبطة بالمدرج عبر ممر عمودي.
تبلغ مساحة مبنى صالة الركاب 2600 متر مربع، ويوجد مقابله ساحة تتسع لـ 150 مقعدًا.
في عام 1994، بدأت خطة جديدة لتحديث وتوسيع مطار أستورياس، مما أدى إلى زيادة المساحة التي يشغلها مبنى الركاب والخدمات إلى 8700 متر مربع. وقد تم تجهيز المبنى بتكييف جديد، تلا ذلك وضع اللافتات والأمن وميكنة الأمتعة، وإعادة تصميم محطة توليد الكهرباء وتنفيذ محطة لتنقية مياه الصرف الصحي. تم إنشاء مدرج بطول 900 متر وتم توسيع ساحة انتظار السيارات. تم تشييد مباني جديدة لتأجير السيارات وخدمة غسيل السيارات والتزود بالوقود. وفي ذلك العام، تم تسجيل 7182 طائرة و486000 مسافر و482442 كجم من البضائع.

## شركات الطيران والوجهات
قائمة شركات الطيران التي تقدم رحلات جوية منتظمة أو موسمية:
| شركات الطيران | الوجهات |
| ------------- | --- |
| بينتر كنارياس | غران كناريا، تينرفي الشمالي |
| ايبيريا       | مدريد، بالما دي مايوركا رحلات موسمية: غران كناريا، تينرفي الشمالي |
| لوفتهنزا      | رحلات موسمية: فرانكفورت، ميونخ |
| ريان إير      | شارلروا الجنوب، لندن ستانستد، روما، ويزي |
| فولوتيا       | أليكانتي، برشلونة، برغامو، لشبونة، مالقا، بالما دي مايوركا، اشبيلية، تنريفي الجنوبي، فالنسيا رحلات موسمية: كاستيلون (ابتداءا من 21 ديسمبر 2024)، فويرتيفنتورا، غرناطة، غران كناريا، إيبيزا، لانزاروت، مينوركا، مورسيا، البندقية |
| فيولينغ       | أمستردام، برشلونة، غران كناريا، لندن-جاتويك، مالقة، بالما دي مايوركا، باريس-أورلي، إشبيلية، تينيريفي-الشمال رحلات موسمية: ابيزا                                                                                                 |

## إحصائيات
| السنة | عدد المسافرين    | الشحن الجوي (kg) | حركة الطائرات |
| ----- | ---------------- | ---------------- | ------------- |
| 2001  | 816,087 (19th)   | 641,241 (22nd)   | 12,526 (27th) |
| 2002  | 774,317 (20th)   | 577,235 (22nd)   | 12,036 (27th) |
| 2003  | 839,814 (24th)   | 484,441 (23rd)   | 12,867 (27th) |
| 2004  | 943,992 (22nd)   | 420,256 (24th)   | 14,198 (26th) |
| 2005  | 1,251,495 (21st) | 230,201 (28th)   | 17,535 (21st) |
| 2006  | 1,353,030 (21st) | 199,437 (25th)   | 17,987 (26th) |
| 2007  | 1,560,830 (20th) | 196,741 (26th)   | 19,148 (28th) |
| 2008  | 1,530,248 (19th) | 139,455 (25th)   | 18,371 (26th) |
| 2009  | 1,316,088 (20th) | 113,149 (24th)   | 16,033 (27th) |
| 2010  | 1,355,364 (19th) | 110,645 (25th)   | 16,538 (25th) |
| 2011  | 1,339,010 (19th) | 136,772 (23rd)   | 15,349 (25th) |
| 2012  | 1,309,640 (18th) | 101,782 (25th)   | 13,252 (25th) |
| 2013  | 1,039,409 (19th) | 94,361 (29th)    | 10,407 (23rd) |
| 2014  | 1,065,570 (19th) | 71,202 (24th)    | 11,715 (24th) |
| 2015  | 1,119,273 (18th) | 64,237 (26th)    | 10,758 (27th) |
| 2016  | 1,281,979 (18th) | 53,638 (24th)    | 11,928 (25th) |
| 2017  | 1,407,217 (18th) | 32,860 (25th)    | 13,005 (24th) |
| 2018  | 1,400,481 (19th) | 33,038 (26th)    | 12,444 (26th) |
| 2019  | 1,417,433 (19th) | 28,538 (26th)    | 13,406 (25th) |
| 2020  | 498,950 (18th)   | 19,733 (25th)    | 6,196 (31st)  |
| 2021  | 831,793 (17th)   | 7,305 (25th)     | 8,064 (32nd)  |
| 2022  | 1,454,763 (17th) | 9,404 (25th)     | 12,189 (30th) |
| 2023  | 1,974,850 (17th) | 11,494 (25th)    | 15,289 (27th) |

## الوصول للمطار

### الحافلات
تقدم شركة ألزا خدمات بين المطار ومدن أفيليس وخيخون وأوفييدو. وتتوقف الحافلات المتجهة إلى أفيليس وخيخون أيضًا عند بيدراس بلانكاس وساليناس.
تنطلق الحافلات يوميًا من المطار بين الساعة 6:00 صباحًا والساعة 12:00 منتصف الليل، كل ساعة تقريبًا.

### سيارات الأجرة
يتوفر المطار على محطة لسيارات الأجرة

### موقف السيارات
يتوفر المطار على موقف للسيارات، ويمكن حجز مكان توقف السيارة مباشرة من الموقع الالكتروني الرسمي.